# Козыревск

Вид с Козыревска на реку Камчатка

Козыре́вск — посёлок (в 1958—2004 годах — посёлок городского типа) в Усть-Камчатском районе Камчатского края России, административный центр Козыревского сельского поселения.

## География
Козыревск расположен на правом берегу реки Камчатка в 167 км к западу от районного центра, посёлка Усть-Камчатск, и в 340 километрах к северу от Петропавловска-Камчатского (расстояния по автодорогам — 247 и 492 км соответственно).

## История
Первые поселения в районе современного Козыревска появились ещё в глубокой древности. Данный район привлекал поселенцев обилием рыбы и дичи.
Сам посёлок ведёт свою историю от небольшого поселения коренных жителей Камчатки — ительменов, возникшего в начале XVIII века. Вскоре после основания он получил современное название в честь исследователя Камчатки Ивана Козыревского. Одновременно с этим маленькая река, протекавшая рядом с селением, стала называться Козыревкой.
В дальнейшем посёлок неоднократно менял своё местонахождение. В середине XVIII века он был перенесён в устье реки Козыревки для более удобного транспортного сообщения с другими населёнными пунктами. Строения в посёлке часто переносились после разливов реки Камчатка.
На нынешнем месте Козыревск — "деревня из 10 хижин и 63 жителей" — располагался уже в 1882 году 
В 1958 году Козыревск получил статус посёлка городского типа; в 2004 году он вновь был преобразован в сельский населённый пункт.

## Население
| 1926  | 1959  | 1970  | 1979  | 1989  | 2002  | 2010  |
| ----- | ----- | ----- | ----- | ----- | ----- | ----- |
| 141   | ↗4230 | ↘2822 | ↘2309 | ↘2295 | ↘1531 | ↘1241 |
| 2013  | 2015  | 2016  | 2018  | 2020  |       |       |
| ↘1190 | ↘1126 | ↘1085 | ↘1026 | ↘958  |       |       |

## Климат
- Среднегодовая температура воздуха — −3,4 °C
- Относительная влажность воздуха — 81,0 %
- Средняя скорость ветра — 4,1 м/с

| Показатель                            | Янв.  | Фев. | Март  | Апр. | Май  | Июнь | Июль | Авг. | Сен. | Окт. | Нояб. | Дек.  | Год  |
| ------------------------------------- | ----- | ---- | ----- | ---- | ---- | ---- | ---- | ---- | ---- | ---- | ----- | ----- | ---- |
| Средняя температура, °C               | −18,4 | −17  | −12,9 | −6,7 | −0,4 | 8,9  | 13,0 | 11,4 | 6,1  | −0,1 | −9,5  | −16,3 | −3,4 |
| Источник: NASA. База данных RETScreen |       |      |       |      |      |      |      |      |      |      |       |       |      |

## Инфраструктура
В декабре 2012 года в поселке была открыта пожарная часть.

## Экономика
- Козыревский леспромхоз, который в своё время был первым леспромхозом на Камчатке.

## Транспорт
Рядом с Козыревском проходит автомобильная дорога Петропавловск-Камчатский — Усть-Камчатск.
Раньше в посёлке был аэропорт, производились полеты до Петропавловска-Камчатского.

## Туризм и отдых
Козыревск является отправной точкой для туристов, направляющихся к вулкану Толбачик и другим вулканам.